# Бенедикс, Юлиус Родерих
Юлиус (Юлий) Родерих Бенедикс (нем. Julius Roderich Benedix; 1811—1873) — немецкий писатель, актёр, драматург, либреттист и театральный режиссёр XIX века.

## Биография
Юлиус Родерих Бенедикс родился 21 января 1811 года в городе Лейпциге, по окончании лейпцигской школы Святого Фомы поступил, в 1831 году в труппу Генриха Эдуарда Бетманна (нем. Heinrich Eduard Bethmann), с которой перебывал в разных городах Германии и таким образом познакомился со всеми треволнениями кочевой жизни актёра.
Впоследствии играл в Майнце и Висбадене и был режиссёром зимнего театра в Везеле. Здесь он поставил на сцене свою комедию «Das bemooste Haupt» (1841), которая с большим успехом обошла все немецкие сцены и оказала значительное влияние на дальнейшую судьбу автора: Родерих Бенедикс после этого он отказался от игры на сцене и сначала занял должность редактора народной газеты «Sprecher» в городе Везеле.
В конце XIX — начале XX века на страницах «энциклопедического словаря Брокгауза и Ефрона» театральные работы Юлиуса Родериха Бенедикса были оценены следующим образом: «В качестве драматурга Бенедикс пользовался продолжительным успехом, и многие из его комедий сделались любимыми пьесами немецкой публики. Кроме „Das bemooste Haupt“, особенное одобрение заслужили следующие его пьесы: „Doktor Wespe“, „Der Steckbrief“, „Der alte Magister“, „Der Vetter“, „Eigensinn“, „Der Kaufmann“, „Die Hochszeitsreise“, „Die Eifers üchtigen“, „Der Prozess“, „Das Gefängniss“, „Das Lügen“, „Ein Lustspiel“, „Der Störenfried“, „Die Dienstboten“, „Gegenüber“, „Sammelwut“, „Aschenbrö del“, „Die zartlichen Verwandten“, „Das Stiftungsfest“. Многие его пьесы переведены на французский, английский, шведский, русский, венгерский и чешский языки. Язык его комедий иногда впадает в тривиальность, но всегда остается чистым и чуждым изысканности.»
Бо́льшая часть его комедий была напечатана в «Gesammelte dramatische Werke» (27 том, Лейпциг, 1846—74). Кроме того, он издал «Deutsche Volkssagen» (6 т., Везель 1839—40) и историю войн за освобождение под заглавием «1813, 1814, 1815. Ein Volksbuch» (6 тетр., Везель, 1841).
Юлиус Родерих Бенедикс скончался после тяжелой продолжительной болезни 26 сентября 1873 года и был похоронен на лейпцигском кладбище св. Иоанна.

### Драматургия
- Das bemooste Haupt
- Doktor Wespe
- Der Steckbrief
- Der alte Magister
- Der Vetter
- Eigensinn
- Der Prozeß
- Die Hochzeitsreise
- Die Eifersüchtigen
- Das Gefängnis
- Die zärtlichen Verwandten
- Der Liebesbrief
- Die Schuldbewußten
- Aschenbrödel
- Das Lügen
- Ein Lustspiel
- Das Stiftungsfest
- Mathilde
- Die Verlobung, 1862[5]
- Die Dienstboten, ca. 1865[5]

### Другие работы
- Deutsche Volkssagen (1851)
- Niederrheinischer Volkskalender (1836-42)
- Gedenkbuch für das Leben (1841)
- Bilder aus dem Schauspielerleben (1851)
- Die Landstreicher (Рим, 1867)
- Der mündliche Vortrag (1871)
- Das Wesen des deutschen Rhythmus (Лейпциг, 1862)
- Katechismus der deutschen Verskunst (Лейпциг, 1879)
- Katechismus der Redekunst (Лейпциг, 1881)
- Die Shakespearomanie. Zur Abwehr (Штутгарт, 1873)